# HMS Nelson (1925)
HMS Nelson (28) (Корабль Его Величества «Нельсон») — британский линейный корабль одноимённого типа, построенный в период между двумя мировыми войнами. Один из трёх кораблей Королевского флота, названный в честь легендарного адмирала Горацио Нельсона. Как и однотипный «Родней», обладал уникальными особенностями: оба корабля единственными во флоте несли 406-мм артиллерию главного калибра, размещённую по необычной схеме: все три башни главного калибра располагались перед надстройкой. Столь необычная архитектура стала следствием ограничений, налагавшихся Вашингтонским морским соглашением. Введён в строй в 1930 году. Активно участвовал во Второй мировой войне. Пущен на слом в 1949 году.
В британском флоте «Нельсон» носил прозвище «Нельс-Ол». Девизом корабля являлась фраза Palmam qui meruit ferat (с лат. — «Да увенчает пальмовая ветвь достойного»).

## Описание
Линейные корабли типа «Нельсон» были упрощённой версией линейных крейсеров типа «G-3», отменённых после заключения Вашингтонского соглашения.
Упрощённый проект позволил разместить девять 406-мм и двенадцать 152-мм орудий, способных тягаться с американскими линкорами типа «Колорадо» и японскими типа «Нагато», на корабле с водоизмещением не более 35 тысяч тонн. Артиллерия главного калибра располагалась по необычной схеме: по три 406-мм орудия в трёх башнях, размещённых перед надстройкой (башни обозначались литерами «A», «B» и «X»). Сами орудия калибра 406 мм назывались в честь диснеевских героев: семи гномов, Микки Мауса и Минни. 152-мм орудия располагались в башнях с P1 по P3 по левому борту и с S1 по S3 по правому борту. Шесть зенитных установок носили имена с HA1 по HA6, столько же зенитных автоматов «пом-пом» были пронумерованы с M1 по M7 (не было позиции M2).

## История службы
Был заложен в декабре 1922 года в Ньюкасле на верфи «Армстронг-Уитворт». Спущен на воду в сентябре 1925 года, в состав флота принят в августе 1927 года. Стоимость строительства составила примерно 7504000 фунтов стерлингов. Корабль модифицировался неиспользованными частями линейного крейсера типа «Эдмирал». Являлся флагманским кораблём британского домашнего флота. В 1931 году моряки корабля подняли бунт вместе с моряками «Родней» из-за сокращения зарплаты морякам, но после переговоров с правительством прекратили выступления. 12 января 1934 вышел из Портсмута в Вест-Индию.
В середине 1930-х годов корабль был немного отреставрирован и затем снова вернулся в состав домашнего флота. В сентябре 1939 года его команда была переведена в состояние полной боевой готовности. С 25 по 26 сентября его команда участвовал в спасении экипажа затонувшей подлодки «Спэафиш». В октябре 1939 года «Нельсон» был переброшен в Северное море для возможной встречи с немецкими кораблями, однако ни разу так и не столкнулся с силами Кригсмарине, а 30 октября 1939 его попыталась торпедировать подлодка U-56 близ Оркнейских островов, но три выпущенные торпеды не попали в линкор. Впрочем, в декабре 1939 года в заливе Ив «Нельсон» наткнулся на мину, установленную подлодкой U-31. До августа 1940 судно находилось на ремонте в Портсмуте, после чего прибыло в Росайт для подготовки к отражению возможного морского десанта немцев. С апреля по июнь 1941 года корабль охранял конвои в Атлантике, в конце мая базировался во Фритауне и готовился перейти в Гибралтар, чтобы перехватить «Бисмарк».
В июне 1941 года был включён в состав группы «H» для сопровождения конвоев в Средиземноморье. 27 сентября 1941 был подвергнут итальянскому авианалёту и получил тяжёлые повреждения в результате взрыва торпеды. До мая 1942 года стоял на ремонте, вернулся в августе 1942 года в качестве флагманского корабля и продолжил несение своих обязанностей. Участвовал в высадке войск в Алжире (ноябрь 1942), Сицилии (июль 1943) и Салерно (сентябрь 1943). На его борту американский генерал Дуайт Эйзенхауэр и итальянский маршал Пьетро Бадольо подписали акт о капитуляции Италии 29 сентября 1943.
В ноябре 1943 «Нельсон» вернулся в Великобританию для ремонта: на его борт добавили мощное зенитное вооружение. 18 июня 1944 корабль участвовал в огневой поддержке высадки в Нормандии и снова столкнулся с двумя морскими минами, после чего отправился в Пенсильванию на ремонт. В январе 1945 года вернулся в состав КВМС Великобритании, в июле прибыл в Коломбо. Участвовал в осаде японских позиций в Малайзии, пока японцы не капитулировали 2 сентября 1945. В ноябре вернулся в Великобританию, в июле 1946 года был преобразован в учебное судно. В феврале 1948 года покинул состав флота и стал судном-мишенью для бомбардировщиков. В марте 1949 года в Инверкитинге был разобран на металл.